# Novo Tiradentes
Novo Tiradentes é um município brasileiro do estado do Rio Grande do Sul.